# Diplotaxis superflua
Diplotaxis superflua är en skalbaggsart som beskrevs av Patricia Vaurie 1960. Diplotaxis superflua ingår i släktet Diplotaxis och familjen Melolonthidae. Inga underarter finns listade i Catalogue of Life.